# Keinemusik
Keinemusik ist ein deutsches Plattenlabel für elektronische Musik. Zum Label gehören die DJs und Musikproduzenten Adam Port, &ME, Rampa und Reznik.

## Geschichte

Keinemusik-Crew: Adam Port, Rampa, &ME, Reznik und Artwork Artist Monja Gentschow

Das Label wurde 2009 in Berlin gegründet. Bislang wurden mehr als 60 Releases veröffentlicht. 2017 erschien das Debüt-Album You Are Safe, produziert und geschrieben von Adam Port, &ME und Rampa, mit Gästen wie Chiara Noriko, Nomi Ruiz und Jennifer Touch. Im November 2021 erschien ein neues Album Send Return, mit Kollaborationen u. a. mit Solomun, RY X und Little Dragon.
Keinemusik ist heute international und deutschlandweit im Bereich der elektronischen Musik (Techno & House) bekannt. Die Mitglieder des Plattenlabels haben als DJs mittlerweile mehr als hunderte internationale Auftritte in mehr als 60 Ländern absolviert, darunter Auftritte beim Boiler Room Berlin, 2019 auf der Fusion, 2021 bei Tomorrowland, 2022 beim Burning Man sowie weitere Auftritte bei Circoloco Ibiza, Tulum und Coachella. Dem großen internationalen Erfolg widmet das Forbes-Magazin 2023 einen Artikel: How Keinemusik became a Movement
.
2020 wurde Keinemusik durch das „Cayo-Perico-Heist“-Update in das Spiel Grand Theft Auto V bzw. Grand Theft Auto Online des US-amerikanischen Computerspiel-Herstellers Rockstar Games aufgenommen. Die Gruppe tritt dort in einem virtuellen Club in der fiktiven Stadt Los Santos auf. Im Spiel waren vorher schon Künstler wie Dixon, Solomun und Tale Of Us vertreten.
Das Musiklabel steuerte 2021 einen Mix für die „Essential Mix“-Reihe für BBC sowie für das Groove-Magazin bei und war am 30. April 2020 Teil des Arte United We Stream Programms.
Im Jahr 2022 waren &ME und Rampa an den Songs Falling Back und A Keeper auf Honestly, Nevermind, dem siebten Studioalbum des kanadischen Rappers Drake, beteiligt.

## Labeldiskografie
- 2024: Move (Adam Port, Stryv, Orso & Malachiii)
- 2024: Move (Remix) (Adam Port, Stryv, Orso & Malachiii feat. Camila Cabello)
- 2024: Say What (Rampa, Adam Port, &ME & Chuala)

## Auszeichnungen für Musikverkäufe
| Goldene Schallplatte - Brasilien - 2025: für die Single Move - Dänemark - 2025: für die Single Move - Griechenland - 2025: für die Single Say What Platin-Schallplatte - Belgien - 2024: für die Single Move - Griechenland - 2025: für die Single Move (Remix) - Italien - 2024: für die Single Move - Spanien - 2025: für die Single Move | Diamantene Schallplatte - Frankreich - 2025: für die Single Move - Griechenland - 2025: für die Single Move |

Anmerkung: Auszeichnungen in Ländern aus den Charttabellen bzw. Chartboxen sind in ebendiesen zu finden.
| Land/RegionAuszeichnungen für Musikverkäufe (Land/Region, Auszeichnungen, Verkäufe, Quellen) | Gold     | Platin     | Diamant     | Verkäufe | Quellen             |
| -------------------------------------------------------------------------------------------- | -------- | ---------- | ----------- | -------- | ------------------- |
| Belgien (BRMA)                                                                               | —        | Platin1    | —           | 40.000   | ultratop.be         |
| Brasilien (PMB)                                                                              | Gold1    | —          | —           | 20.000   | pro-musicabr.org.br |
| Dänemark (IFPI)                                                                              | Gold1    | —          | —           | 45.000   | ifpi.dk             |
| Frankreich (SNEP)                                                                            | —        | —          | Diamant1    | 333.333  | snepmusique.com     |
| Griechenland (IFPI)                                                                          | Gold1    | Platin1    | Diamant1    | 130.000  | Einzelnachweise     |
| Italien (FIMI)                                                                               | —        | Platin1    | —           | 100.000  | fimi.it             |
| Spanien (Promusicae)                                                                         | —        | Platin1    | —           | 60.000   | elportaldemusica.es |
| Vereinigtes Königreich (BPI)                                                                 | —        | Platin1    | —           | 600.000  | bpi.co.uk           |
| Insgesamt                                                                                    | 3× Gold3 | 5× Platin5 | 2× Diamant2 |          |                     |